# 29446 Gouguenheim
29446 Gouguenheim este o planetă minoră (asteroid) din centura de asteroizi. A fost descoperită pe 4 august 1997 la Caussols de OCA-DLR Asteroid Survey⁠(d). 
Obiectul prezintă o orbită caracterizată de o semiaxă mare de 2,312878 UAi, o excentricitate de 0,15, o înclinație de 3,40422 ° în raport cu ecliptica.